# حشره‌شناسی

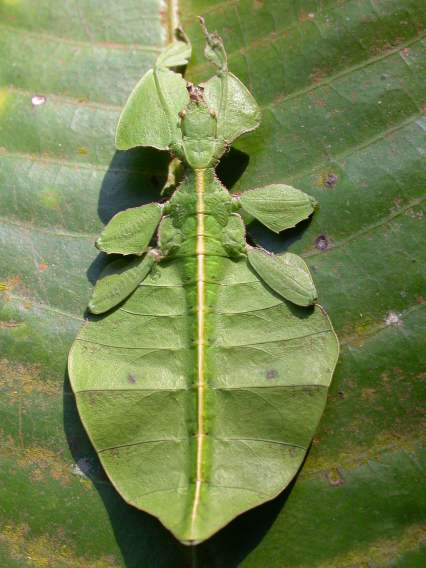
یک چوبک‌سان، وانمود می‌کند یک برگ است.

تارپاشناسی یا انتومولوژی (به انگلیسی: Entomology)، علمی گسترده است که از جنبه‌های مختلف به مطالعه حشرات می‌پردازد.
در گذشته اصطلاح «حشره» معادل vaguer بود، و در طول تاریخ تعریف حشره‌شناسی شامل مطالعه زمینی حیوانات در گروه بندپایان یا دیگر شاخه‌ها، مانند عنکبوتیان، هزارپایان، کرم‌های خاکی، حلزون زمینی، و لیسه‌ها بودند. این معنی گسترده‌تر هنوز هم ممکن است در استفاده‌های غیررسمی مورد استفاده قرار گیرد.
مانند بسیاری از زمینه‌های دیگر که در جانورشناسی طبقه‌بندی می‌شوند، حشره‌شناسی یک مقوله مبتنی بر آرایه است؛ براین‌اساس، هر شکلی از مطالعه علمی که در آن تمرکز روی پژوهش‌های مربوط به حشرات وجود دارد، تعریف، حشره‌شناسی است؛ بنابراین، حشره‌شناسی با مقطعی از موضوعات متنوع با ژنتیک مولکولی، رفتارشناسی، بیومکانیک، بیوشیمی، سیستماتیک، فیزیولوژی، زیست‌شناسی رشد، اکولوژی، مورفولوژی و دیرینه‌شناسی همپوشانی دارد.
در حدود ۱٫۳ میلیون گونه توصیف شده، حشرات بیش از دو سوم کل موجودات شناخته شده را تشکیل می‌دهند، و برخی از آنها حدود ۴۰۰ میلیون سال قدمت دارند؛ این موجودات انواع مختلفی از سازگازی و تعامل را با انسان و سایر اشکال زندگی روی زمین دارند.

## ویژگی‌های ظاهری
از جمله خصوصیات شکل ظاهری تشریح، ویژگی‌های زیست‌محیطی، اصول مبارزه و سیستماتیک (طبقه‌بندی) می‌باشد.

## شاخه‌های علم حشره‌شناسی
با توجه به مشکلاتی که حشرات آفت ایجاد می‌نمایند، علم حشره‌شناسی دارای شاخه‌های مختلفی مانند: حشره‌شناسی پزشکی، حشره‌شناسی کشاورزی و حشره‌شناسی دامپزشکی تقسیم می‌شود.

## حشره‌شناسی پزشکی

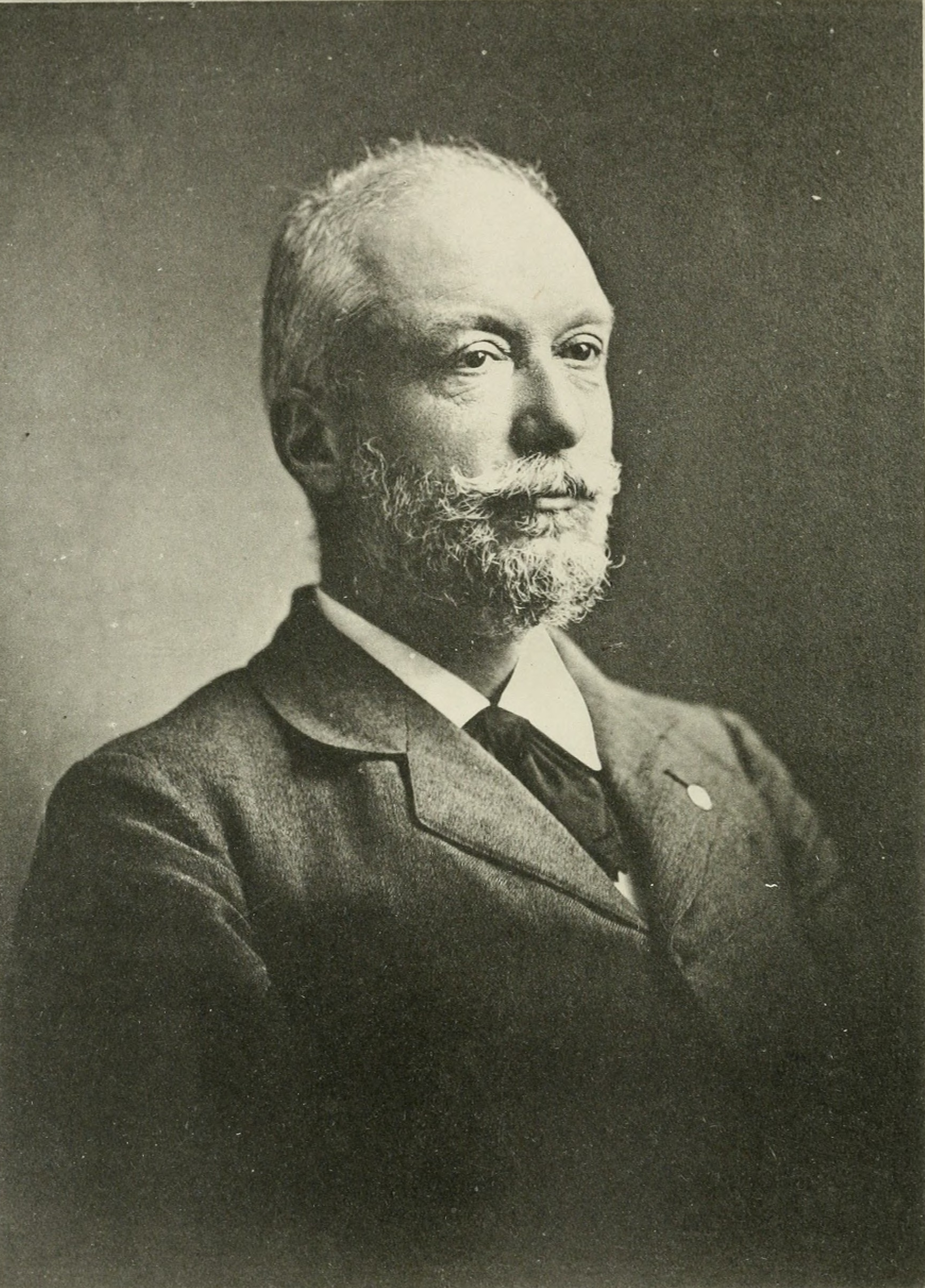
آگوست فورل حشره‌شناس اهل سوئیس

در حشره‌شناسی پزشکی به بررسی حشراتی پرداخته می‌شود که اغلب خونخوارند و در ضمن خونخواری انسان ایجاد خارش یا سوزش، تورّم، قرمزی و حساسیّت پوستی می‌شود. در ضمن تعدادی از آن‌ها ناقل بیماری‌های متعددی مانند مالاریا، تب زرد، تب دام، طاعون، تیفوس و سالک می‌شود. از طرفی برخی از حشرات نیز سمّی هستند و نیش آن‌ها باعث اذیّت و مسمومیّت افراد می‌گردد.
حشره‌شناسی مانند دیگر علوم در پزشکی قانونی اهمیت زیادی دارد. برخی از حشرات برای تکمیل چرخه زندگی خود، در مرحله لاروی نیاز به گوشت و مواد پروتئینی دارند؛ بنابراین، جسد انسان می‌تواند برای آن‌ها یک منبع غذایی باشد، حضور این حشرات بر روی جسد، توسط متخصصین حشره‌شناسی پزشکی قانونی در تحقیقات جنایی به کار گرفته می‌شود. برخی از کاربردهای آن‌ها در پزشکی قانونی در زیر ذکر شده است.
الف: برآورد زمان سپری‌شده پس از مرگ
ب: بررسی مصرف داروها و مواد در مرحله لاروی
ج: تشخیص تجاوز جنسی و نادیده گرفتن سالخوردگان و فرزندان توسط افراد مسئول
د- تعیین رخدادهای پس از مرگ و مکان مرگ: عدم وجود حشرات در اجسادی که به‌طور طبیعی باید دارای حشره باشند، نشانگر توالی نامعمول وقایع پس از مرگ است. بدین معنی که جسد برای مدتی دور از دسترس حشرات مثلاً زیر آب، زیر خاک یا داخل فریزر، اتومبیل، صندوق یا فضای بسته بوده است، به عنوان مثال اگر جسد در آب فرورفته باشد و پیش از آن مگس‌های Blowfly در آن تخم‌گذاری کرده باشند، تخم‌ها تفریخ خواهند شد، بنابراین با استفاده از وضعیت لارو بر روی جسد می‌توان اطلاعات مربوط به مکان مرگ را تفسیر کرد.